# Громова, Людмила Петровна
Людми́ла Петро́вна Громо́ва (род. 1952) — советский и российский историк журналистики, литературовед, педагог, доктор филологических наук (1994), профессор (1999). Почётный профессор Санкт-Петербургского государственного университета (2018).

## Биография
Родилась 15 июня 1952 года в Ленинграде.
С 1969 по 1974 год обучалась на факультете журналистики Ленинградского государственного университета, с 1979 по 1983 год обучалась на очной аспирантуре при этом факультете. С 1974 по 1979 год — заведующая отделом чудовской газеты «Родина». С 1983 года на педагогической работе в Ленинградском государственном университете в должностях ассистента, с 1987 года — доцента и с 1999 года — профессора, с 2010 года — заведующая кафедрой истории журналистики. Одновременно с 2002 по 2004 год Людмила Громова — проректор Санкт-Петербургского государственного университета (СПбГУ) по учебной работе и с 2011 по 2017 год — декан факультета журналистики СПбГУ.
В 1983 году Громова была утверждена в учёной степени кандидат филологических наук по теме: «А. И. Герцен — публицист 1840-х годов : взаимосвязь публицистического и художественного творчества», в 1994 году — доктор филологических наук по теме: «А. И. Герцен и русская журналистика его времени». В 1999 году приказом ВАК ей было присвоено учёное звание профессор по кафедре истории журналистики. В 2018 году ей было присвоено звание почётный профессор СПбГУ.
В 2022 году выступила автором университетского письма в поддержку и одобрения нападения России на Украину.

## Научно-педагогическая деятельность
Основная научно-педагогическая деятельность Л. П. Громовой связана с вопросами в области истории русской журналистики XVIII—XIX веков, в том числе история цензуры и творчество выдающихся редакторов и публицистов. В читает курсы лекций по теме: «Актуальные проблемы истории журналистики», «Традиции научно-популярной журналистики», «История русской публицистики» и «История русской журналистики XVIII—XIX веков». Член Экспертного совета по филологии и искусствоведению Высшей аттестационной комиссией (с 2002 по 2014 год). Председатель Диссертационного и Учёного советов факультета журналистики и учёный секретарь Учёного совета СПбГУ (с 2010 по 2018). Член Межведомственного экспертного совета по государственному образовательному стандарту высшего профессионального образования Министерства образования и науки Российской Федерации. Член Правления Союза журналистов Санкт-Петербурга и Ленинградской области с 2010 года.
Л. П. Громова являлась автором более 170 научных трудов, в том числе пяти учебников для вузов и четырёх монографий, под её руководством было защищено более 10 кандидатских и докторских диссертаций.

## Награды
- Медаль ордена «За заслуги перед Отечеством» II степени (2000)[1]
- Кавалер ордена Льва Финляндии (2019)[6]
- Благодарность Президента Российской Федерации (2014 — «За достигнутые трудовые успехи, многолетнюю плодотворную работу, активную законотворческую деятельность»)[7]
- Почётный работник высшего профессионального образования Российской Федерации (1998)[1]